# Cyril Abiteboul
Cyril Abiteboul (París, 14 de octubre de 1977) es un ingeniero y gerente de automovilismo francés. De 2013 a 2014 fue el director del equipo de Caterham F1 Team y desde 2016 hasta 2020 fue el director gerente de Renault en Fórmula 1.

## Carrera
Abiteboul se educó en las escuelas secundarias Liceo Carnot y Liceo Chaptal en París, y luego estudió ingeniería multidisciplinaria en el Instituto de Tecnología de Grenoble.
Después de graduarse en 2001, Abiteboul se unió a Renault en Boulogne-Billancourt, manteniendo el sitio web de Renault F1. Fue nombrado Gerente de Desarrollo de Negocios para el equipo Renault F1 en 2007 y luego se convirtió en Director Ejecutivo de Renault Sport F1 en 2010.
Se unió al Caterham F1 en septiembre de 2012. Un mes más tarde fue nombrado director del equipo de Caterham, tomando el lugar de Tony Fernandes.
En julio de 2014, después de que se anunciara la salida de Abiteboul del equipo Caterham, Renault lo llamó para ocupar el cargo Director Gerente de Renault Sport F1. En 2016 encabezó la vuelta de Renault como equipo de F1 (inicialmente Frédéric Vasseur ocupó el cargo de director de equipo) y fue el director gerente hasta ser reemplazado antes de la temporada 2021. En este periodo, el equipo logró algunos podios.
Abiteboul es el director de Hyundai World Rally Team y presidente de Hyundai Motorsport desde 2023, además de liderar el proyecto en desarrollo de Genesis, marca propiedad de Hyundai, para carreras de resistencia.